# Szaljut–6
A Szaljut–6 (cirill betűkkel: Салют–6) volt az 5. DOSZ űrállomás, és a szovjet Szaljut-program 6. űrállomása. 1977. szeptember 29-én állították pályára.
Két dokkolószerkezettel látták el, így egyszerre két űrhajót fogadhatott. Az űrállomás egymást váltó személyzetei sorra döntötték meg a repülési időtartamrekordokat. A Szaljut–6-on repültek az Interkozmosz program keretében indított űrhajósok is. A Szaljut–6-hoz kapcsolódott az első TKSZ modul, amit Koszmosz–1267 néven személyzet nélkül indítottak az Almaz katonai műholdprogram törlése után. A modul 65 napot repült automatikus üzemmódban, mielőtt összekapcsolódott volna a Szaljut–6-tal. 1982. július 29-ig keringett a Föld körül.
Csúcsbeállítások
- 1978. február 11-én Grecsko és Romanyenko megdöntötte az addigi leghosszabb szovjet űrrepülési csúcsot. A régi csúcsot Pjotr Klimuk és Vitalij Szevasztyjanov 1975 nyarán állította fel, akik 63 napot, 23 órát és 20 percet töltöttek a világűrben.
- 1978. március 4-én Grecsko és Romenyenko megdöntötte a kozmoszban tartózkodás világrekordját. A régi rekordot az amerikai Skylab-űrállomás harmadik legénysége – Gerard Paul Carr, Edward George Gibson és William Reid Pogue – tartotta, akik 84 napot, 1 órát és 15 percet töltöttek a világűrben.
- 1978. március 16-án 96 nap után visszatérnek a Földre.

Az űrállomás 1978. március 3-án első alkalommal fogadta az Interkozmosz-program keretében a csehszlovák Vladimír Remek űrhajóst. Később az első magyar űrhajós, Farkas Bertalan is itt végezte tudományos munkáját. Az egyhetes program teljesítését követően Jurij Romanyenko és Georgij Grecsko konzerválta és automatikus üzemre állította az űrállomást.

## Tudományos munkák
Az űrállomás berepülése, technológiai, műszaki, csillagászati, földmegfigyelési, orvosi és biológiai kutatási programok végrehajtása. A Szaljut-Szojuz teljes rendszer dinamikai, mechanikai próbái, a két űrhajó és az űrállomás rendszerében. A szovjet és a francia szakemberek által kidolgozott sejtosztódási kísérletek végzése. Az olvasztókemence segítségével a kozmikus vákuumban különféle olvasztási és ötvözési kísérleteket végeztek majdnem 3 éven keresztül. Üzembe helyezték a BSZT-1M tükrös távcsövet. A karbantartási terveknek megfelelően több műszaki feladatot is elvégeztek.

## Teherűrhajó
1978. január 24-én első alkalommal csatlakozott a Progressz-1 képviseletében teherűrhajó az űrállomáshoz. A teherszállítóval érkezett a Szplav-1 kis méretű olvasztókemence és a BSZT-1M tükrös távcső. 

## Adatok
- Tömeg: 19 tonna
- Indítás: 1977. szeptember 29.
- Repülési idő: 1764 nap
- Lakott időtartam: 671 nap
- Megsemmisülés: 1982. július 29.

## Személyzettel rendelkező űrhajók az űrállomáson
| Szojuz–25 | Szojuz–30 | Szojuz–34  | Szojuz–37 |
| Szojuz–26 | Szojuz–31 | Szojuz–35  | Szojuz–38 |
| Szojuz–27 | Szojuz–32 | Szojuz–36  | Szojuz–39 |
| Szojuz–28 | Szojuz–33 | Szojuz T–2 | Szojuz–40 |
| Szojuz–29 |           |            |           |

## Teherűrhajókaz űrállomáson
| Progressz-1 | Progressz-4 | Progressz-7 | Progressz-10 |
| Progressz-2 | Progressz-5 | Progressz-8 | Progressz-11 |
| Progressz-3 | Progressz-6 | Progressz-9 | Progressz-12 |

## Külső hivatkozások

### Magyar oldalak
- Negyedszázada állt földkörüli pályára a Szaljut-6 űrállomás (1. rész)
- Negyedszázada állt földkörüli pályára a Szaljut-6 űrállomás (2. rész)

### Külföldi oldalak
- Salyut-6 (astronautix.com)

| Elődje: Szaljut–5 | Szaljut-program 1971–1982 | Utódja: Szaljut–7 |